# Litoria vagabunda
A Litoria vagabunda a kétéltűek (Amphibia) osztályának békák (Anura) rendjébe és a Pelodryadidae családba tartozó incertae sedis státuszú faj.

## Előfordulása
A faj Indonézia endemikus faja. Természetes élőhelye a szubtrópusi vagy trópusi nedves síkvidéki erdők, lakott területek.